# Wright R-1820
Le Wright R-1820 Cyclone 9 est un moteur en étoile américain développé par Curtiss-Wright et largement utilisé sur les avions des années 1930 à 1950. Il a principalement équipé le B-17 Flying Fortress.

## Conception et développement

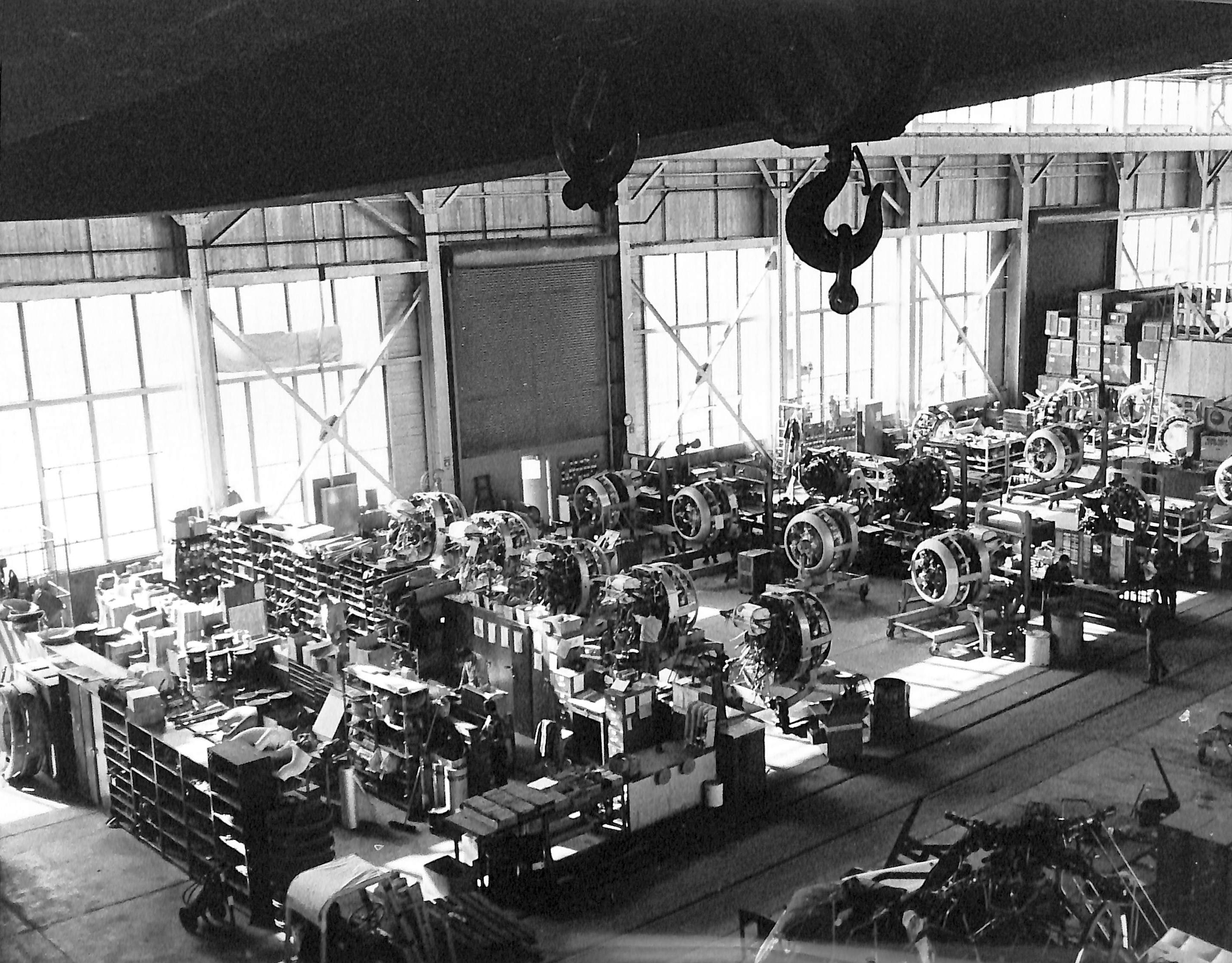
Des R-1820 en 1967 dans le centre de révision de l'US Navy de Quonset Point.

Le R-1820 Cyclone 9 est l'évolution du moteur Wright P-2 datant de 1925. Doté d'une plus grande cylindrée et de nombreuses améliorations, le R-1820 est entré en production en 1931. Le moteur a été produit jusqu'aux années 1950. Le R-1820 a été construit sous licence par Lycoming, Pratt & Whitney Canada et aussi, pendant la Seconde Guerre mondiale, par Studebaker. L'Union soviétique a acheté une licence pour la conception et Shvetsov OKB a été créé afin de produire le moteur dénommé M-25 (en).
Le R-1820 a été au cœur de nombreux avions célèbres, y compris les premiers avions de ligne de Douglas (prototype du Douglas DC-1, le DC-2, les premières versions civiles du DC-3 et une production limitée du DC-5), le B-17 Flying Fortress et le bombardier SBD Dauntless ainsi que, sous la forme du M-25, les premières versions du chasseur Polikarpov I-16 et l'hélicoptère Piasecki H-21.
Le R-1820 a également connu une utilisation limitée dans des véhicules blindés sous deux versions. Le G-200, moteur neuf cylindres à gaz développant 900 ch à 2 300 tr/min, propulsant le char lourd M6. Le D-200, Wright RD-1820 converti en diesel par Caterpillar, développant 450 ch à 2 000 tr/min dans le Sherman M4A6.
Dans les années 1950, il fut construit entre autres à l'usine Avco de Stratford.

## Modèles / variantes
Les numéros de type avec ajout d'une lettre W indiquent des moteurs équipés d'un dispositif de surpuissance par injection d'eau-méthanol, en général utilisé au décollage. L'ajout d'une lettre A indique des moteurs équipés d'une avance manuelle à l'allumage.
- R-1820-04 - 700 ch (522 kW)
- R-1820-1 - 575 ch (429 kW)
- R-1820-4 - 770 ch (574 kW)
- R-1820-19 - 675 ch (503 kW)
- R-1820-22 - 950 ch (708 kW)
- R-1820-25 - 675 ch (503 kW), 750 ch (559 kW), 775 ch (578 kW)
- R-1820-32 - 1 000 ch (750 kW)
- XR-1820-32 - 800 ch (596 kW)
- R-1820-33 - 775 ch (578 kW)
- R-1820-34 - 940 ch (701 kW), 950 ch (708 kW)
- R-1820-34A - 1 200 ch (895 kW)
- R-1820-40 - 1 100 ch (820 kW), 1 200 ch (895 kW)
- R-1820-41 - 850 ch (634 kW)
- R-1820-45 - 800 ch (596 kW), 930 ch (694 kW)
- R-1820-50 - 850 ch (634 kW)
- R-1820-52 - 1 000 ch (750 kW)
- R-1820-53 - 930 ch (694 kW), 1,000 ch (750 kW)
- R-1820-56 - 1 200 ch (895 kW), 1 350 ch (1 007 kW)
- R-1820-57 - 1 060 ch (790 kW)
- R-1820-60 - 1 00 ch (895 kW)
- R-1820-62 - 1 350 ch (1 007 kW)
- R-1820-66 - 1 200 ch (895 kW), 1 350 ch (1 007 kW)
- R-1820-72W - 1 350 ch (1 007 kW), 1 425 ch (1 063 kW)
- R-1820-74W - 1 500 ch (1 118 kW)
- R-1820-76A,B,C,D - 1 425 ch (1 063 kW)
- R-1820-78 - 700 ch (522 kW)
- R-1820-80 - 700 ch (522 kW), 1,535 ch (1 145 kW)
- R-1820-82WA - 1 525 ch (1 137 kW)
- R-1820-86 - 1 425 ch (1 063 kW)
- R-1820-97 - 1 200 ch (895 kW), équipé de turbocompresseur
- R-1820-103 - 1 425 ch (1 063 kW)
- SCR-1820-F3 - 710 ch (529 kW), 720 ch (537 kW)
- SCR-1820-F2 - 720 ch (537 kW)
- R-1820-F53 -770 ch (574 kW)
- R-1820-F56 - 790 ch (589 kW)
- GR-1820-G2 - 1 000 ch (750 kW)
- R-1820-G3 - 840 ch (626 kW)
- R-1820-G5 - 950 ch (708 kW)
- R-1820-G101 - 1 100 ch (820 kW)
- R-1820-G102 - 775 ch (578 kW)
- GR-1820-G102A - 1 100 ch (820 kW)
- R-1820-G102A - 1 100 ch (820 kW)
- R-1820-G102A - 1 100 ch (820 kW)
- 'R-1820-G202A - 1 200 ch (895 kW)
- R-1820-G103 - 1 000 ch (750 kW)
- R-1820-G105 - 1 000 ch (750 kW)
- R-1820-G205A - 1 200 ch (895 kW)

## Applications

### Avions
- Bloch MB.221
- Boeing B-17 Flying Fortress
- Boeing 307
- Brewster F2A
- Columbia XJL
- Curtiss SBC Helldiver
- Curtiss SC Seahawk
- Curtiss-Wright CW-21
- Douglas A-33
- Douglas B-18
- Douglas DC-2
- Douglas DC-3 (DST, G-102 and G-202)
- Douglas DC-5
- Douglas SBD Dauntless
- FMA AeMB.2 (en) Bombi
- General Motors FM-2 Wildcat
- Grumman HU-16 Albatross
- Grumman J2F Duck
- Grumman S-2 Tracker
- Lockheed L-18 Lodestar
- Lockheed Hudson
- Martin B-10
- North American O-47
- North American P-64
- North American T-28 Trojan
- Piasecki H-21
- Ryan FR Fireball
- Sikorsky H-34 Choctaw

### Véhicules
- M6 Heavy Tank

## Moteurs en exposition
Des moteurs Wright R-1820 sont exposés dans les musées suivants :
- Fleet Air Arm Museum (en)

## Caractéristiques (GR-1820-G2)
Données de
- Type : neuf cylindres en étoile sur une ligne suralimenté refroidi par air
- Alésage : 6,125 in (155,6 mm)
- Course : 6,875 in (174 mm)
- Cylindrée : 1,823 in³ (29,88 L)
- Longueur : 47,76 in (1,213 mm)
- Diamètre : 54,25 in (1,378 mm)
- Poids sec : 1 184 lb (537 kg)
- 2 soupapes en tête par cylindre
- Compresseur : General Electric, centrifuge mono vitesse, taux 7.134:1
- Carburateur : Stromberg PD12K10 downdraft avec contrôle automatique du mélange
- Carburant : essence indice d'octane 87
- Lubrification : carter sec une pompe à balayage mono pression.
- Puissance : 1 000 ch (746 kW) à 2 200 tr/min au décollage
- Taux de compression : 6,45:1